# كارلتون بيلي
كارلتون بيلي (بالإنجليزية: Carlton Bailey)‏ هو لاعب كرة قدم أمريكية أمريكي، ولد في 15 ديسمبر 1964 في بالتيمور في الولايات المتحدة.

## وصلات خارجية
- كارلتون بيلي على موقع مرجع كرة القدم المحترفة.كوم (الإنجليزية)